# Prêmio da Música Brasileira
Il Prêmio da Música Brasileira è un premio assegnato annualmente ai migliori artisti e alle migliori produzioni di musica popolare brasiliana (MPB). Ideato nel 1987 da José Maurício Machline, prima di assumere l'attuale denominazione il premio era inizialmente conosciuto con i nomi dei suoi sponsor: Prêmio Sharp, Prêmio Caras e Prêmio TIM de Música.
Il premio conta su un consiglio permanente di otto personalità legate alla cultura brasiliana, tutte con uguale potere di voto e responsabili delle linee guida del premio: Gilberto Gil, João Bosco, Zuza Homem de Mello, Carla Grasso, Zé Maurício Machline, Wanderlea, Antônio Carlos Miguel e Paulo Moura. La votazione viene effettuata da un corpo di giurati formato da nomi rappresentativi delle varie tendenze musicali del MPB, e l'elezione del vincitore in ciascuna categoria è basata rigorosamente sul merito artistico di ciascun artista o lavoro. Inoltre, ogni edizione onora con un premio i nomi più importanti del MPB del presente e del passato.

## Storia
Dalla sua prima edizione nel 1988 (in cui si premiava la produzione dell'anno precedente, il 1987) fino al 1998, il premio è stato inizialmente sponsorizzato dalla Sharp, ed è stato quindi inizialmente noto come Prêmio Sharp. Nel 1995 la Sharp ha anche creato un premio parallelo per l'eccellenza nel teatro brasiliano. Tuttavia, nel 1999 la crisi economica globale di quell'anno ha impedito l'organizzazione della cerimonia; mentre è stato regolarmente divulgato l'elenco dei vincitori, questi hanno solo ricevuto un premio simbolico, senza nessuna cerimonia di consegna. Nel 2000 e nel 2001 il premio non è stato assegnato.
Nel 2002 è diventato il Premio Caras, sponsorizzato dalla rivista omonima. Un anno dopo, è diventato il Prêmio TIM de Música, sponsorizzato dall'operatore telefonico TIM fino al 2008. Dal 2009, anche grazie al supporto della classe artistica brasiliana, il premio viene organizzato in maniera indipendente ed ha adottato la denominazione attuale.

## Vincitori principali
Ogni edizione del premio presenta un artista di MPB premiato per la sua carriera. A partire dal 2003, il premio continua a premiare, alternativamente, un artista vivente e uno già defunto.
Prêmio Sharp de Música Brasileira
- 1988  – Vinícius de Moraes
- 1989  – Dorival Caymmi
- 1990 – Maysa
- 1991  – Elizeth Cardoso
- 1992  – Luiz Gonzaga
- 1993  – Angela Maria e Cauby Peixoto
- 1994  – Gilberto Gil
- 1995  – Elis Regina
- 1996  – Milton Nascimento
- 1997 – Rita Lee
- 1998  – Jackson do Pandeiro

Prêmio Caras de Música Brasileira
- 2002 – Gal Costa

Prêmio TIM de Música
- 2003  – Ary Barroso
- 2004  – Lulu Santos
- 2005  – Baden Powell
- 2006  – Jair Rodrigues
- 2007  – Zé Keti
- 2008  – Dominguinhos

Prêmio da Música Brasileira
- 2009  – Clara Nunes
- 2010  – Dona Ivone Lara
- 2011  – Noel Rosa
- 2012  – João Bosco
- 2013 – Tom Jobim
- 2014  – O samba
- 2015 – Maria Bethânia
- 2016  – Gonzaguinha
- 2017  – Ney Matogrosso
- 2018  – Luiz Melodia